# Catharinea lescurii
Catharinea lescurii là một loài rêu trong họ Polytrichaceae. Loài này được (James) Müll. Hal. mô tả khoa học đầu tiên năm 1900.